# Love in a heatwave
Love in a heatwave is de themesong van de film De flat (1994) van Ben Verbong met in de hoofdrollen Renée Soutendijk en Victor Löw.
Het werd geschreven door Patrick Seymour en gezongen door Toni Willé, de voormalige zangeres van Pussycat (1975-85). Het lied verscheen niet op een album van Willé maar werd wel als single uitgebracht.  Daarnaast kwam het te staan op het verzamelwerk Complete collection (2004) dat van Pussycat werd uitgegeven.